# آلیس روزولت لانگوورث

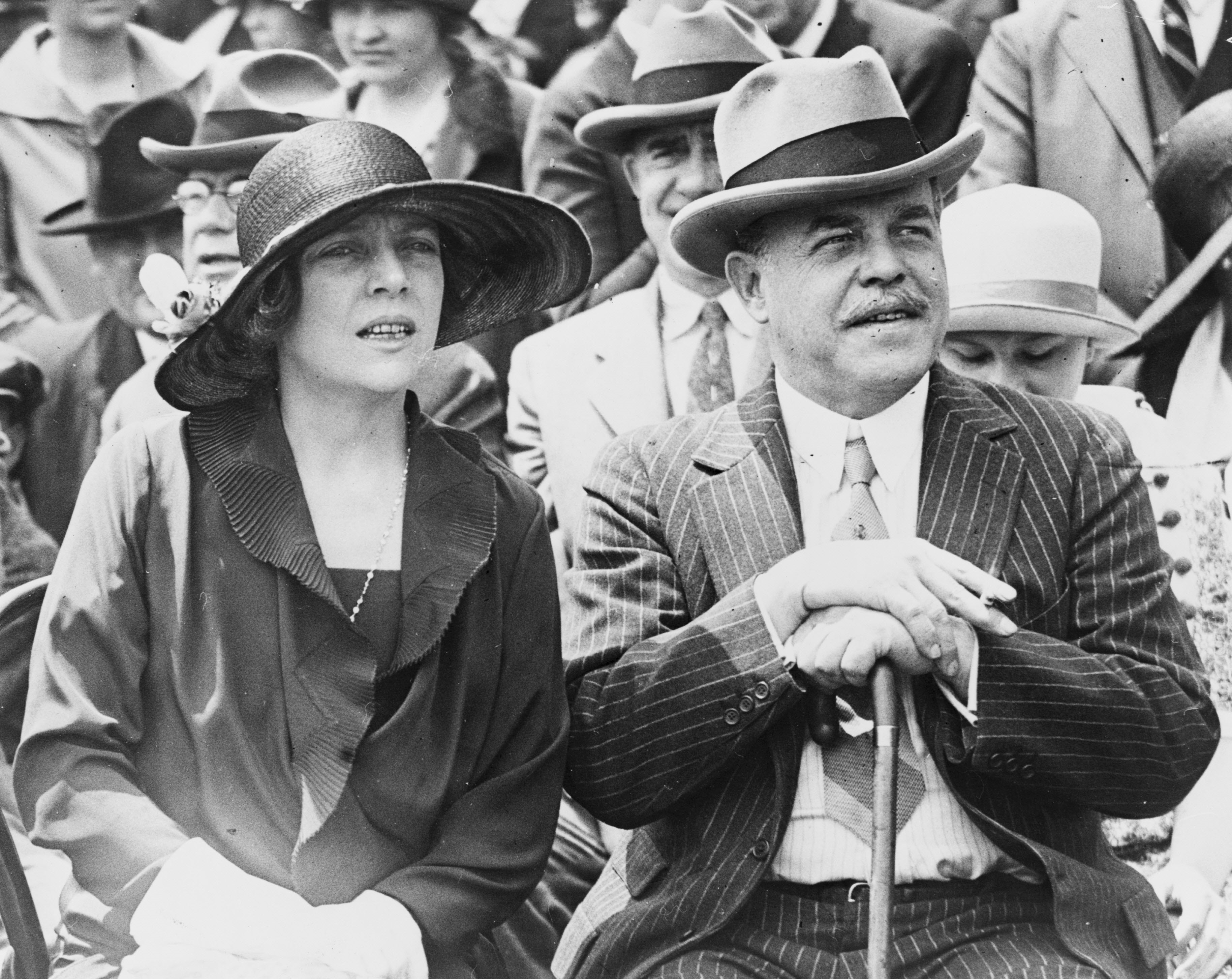
آلیس روزولت و همسرش نیکلاس لانگوورث در مراسمی رسمی در سال ۱۹۲۶ میلادی.

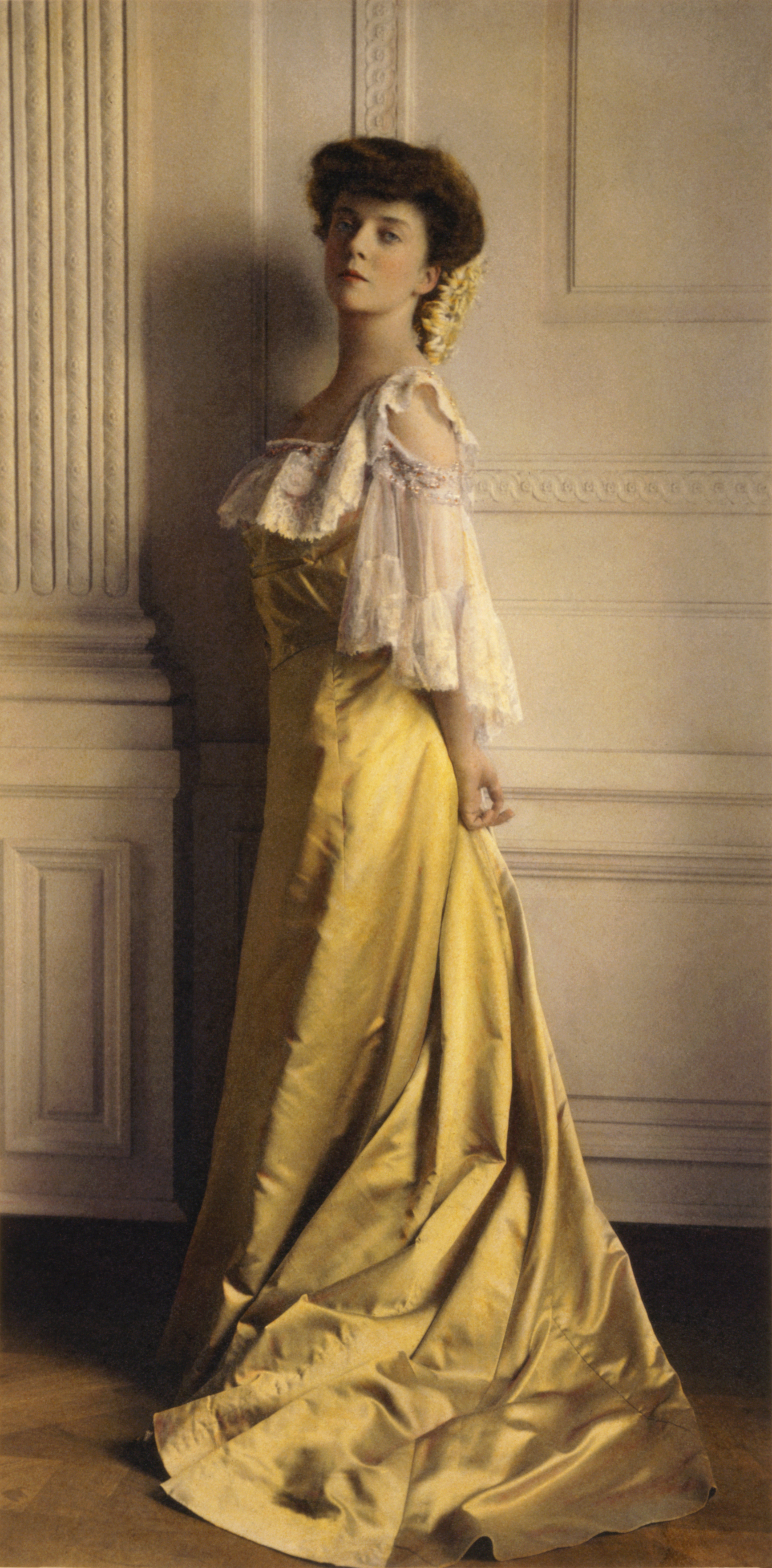
پُرتره‌ای رنگی‌شده از آلیس روزولت به‌سال ۱۹۰۳ میلادی، اثر فرانسیس بنجامین جانستون.

آلیس روزولت لانگوورث (به انگلیسی: Alice Roosevelt Longworth)، نویسنده آمریکایی و یک شخصیت برجسته اجتماعی (en) بود. وی فرزند ارشد تئودور روزولت، رئیس‌جمهور آمریکا بود. ازدواجش با نیکلاس لانگوورث، نمایندهٔ اوهایو و ۳۸مین رئیس مجلس نمایندگان ایالات متحده آمریکا متزلزل بود و تنها فرزندش پائولینا حاصل رابطه با ویلیام ئی. بوراه بود.